# Turbofán con engranajes
El turbofán con engranajes es un tipo de motor aeronáutico turbofán, con una  caja de engranajes entre el ventilador y el eje de baja presión para hacer girar cada uno de ellos a  velocidades angulares óptimas.

## Tecnología
En un turbofán convencional, un único eje (el eje de "baja presión" o LP) conecta el ventilador, el compresor de baja presión y la turbina de baja presión; un segundo eje concéntrico conecta el compresor de alta presión y la turbina de alta presión. En esta configuración, la velocidad de punta máxima del ventilador de mayor radio limita la velocidad de giro del eje de baja presión y, por tanto, del compresor de baja presión y de la turbina. Con una alta Relación de derivación y, por lo tanto, con una alta relación de radio, las velocidades de punta de la turbina LP y del compresor LP deben ser relativamente bajas, lo que significa que se necesitan etapas adicionales del compresor y de la turbina para mantener las cargas medias de las etapas y, por lo tanto, las eficiencias generales de los componentes a un nivel aceptable.
En un turboventilador con engranajes, un reductor planetario entre el ventilador y el eje LP permite que este último funcione a una velocidad de rotación más alta, lo que permite utilizar menos etapas tanto en la turbina LP como en el compresor LP, aumentando la eficiencia y reduciendo el peso. Sin embargo, parte de la energía se perderá en forma de calor en el mecanismo de engranaje y el peso ahorrado en las etapas de la turbina y el compresor se compensa en parte con el de la caja de cambios. También hay implicaciones de costes de fabricación y de fiabilidad.
La menor velocidad del ventilador permite una mayor relación de derivación, lo que conlleva un menor consumo de combustible y una reducción considerable del ruido. El BAe 146 está equipado con turbofanes con engranajes y sigue siendo uno de los aviones comerciales más silenciosos. Una gran parte de la reducción del ruido se debe a la menor velocidad de las puntas de los ventiladores. En los turboventiladores convencionales, las puntas de los ventiladores superan la velocidad del sonido, lo que provoca un zumbido característico, que requiere una amortiguación del sonido. Los turboventiladores con engranajes hacen funcionar el ventilador a una velocidad de rotación lo suficientemente baja como para evitar las velocidades supersónicas de las puntas.

## Historia
Después de considerar un diseño con engranajes, General Electric decidió no utilizarlo para su CFM LEAP debido a problemas de peso y fiabilidad, posponiendo su uso para una futura aplicación, después de que Pratt & Whitney comenzara a desarrollar el PW1000G con engranajes.

## Motores

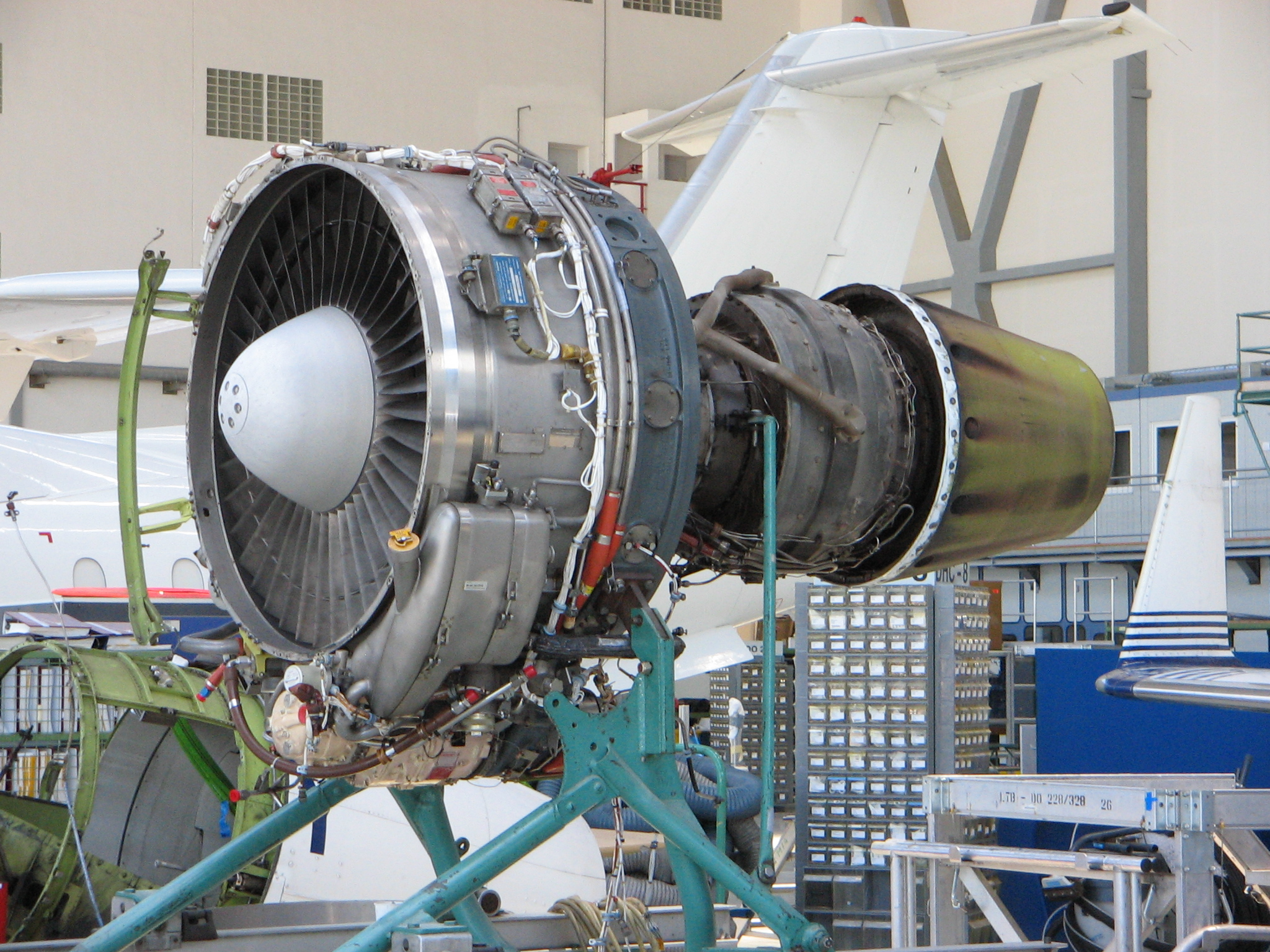
Un turboventilador de engranajes ALF 502 de un Bombardier Challenger 600

- Garrett TFE731
- Lycoming ALF 502/LF 507
- Pratt & Whitney PW1000G
- Rolls-Royce UltraFan
- Turbomeca Astafan
- Turbomeca Aspin

## Intentos
- Rolls-Royce/SNECMA M45SD, un derivado del turboventilador Rolls-Royce/SNECMA M45H, diseñado para demostrar las tecnologías de motores ultrasilenciosos, necesarios para los aviones STOL que operan desde aeropuertos del centro de la ciudad
- IAE SuperFan, un derivado del IAE V2500 propuesto para el Airbus A340 entre 1987 y 1992
- Aviadvigatel PD-18R, un derivado del PD-14, basado en su núcleo de alta temperatura, que se completará en 2020